# عبدی‌کالیک
عبدی‌کالیک (به لاتین: Abdykalyk) در قرقیزستان است که در jalal-abad province واقع شده‌است.